# Bogumił Jeziorski

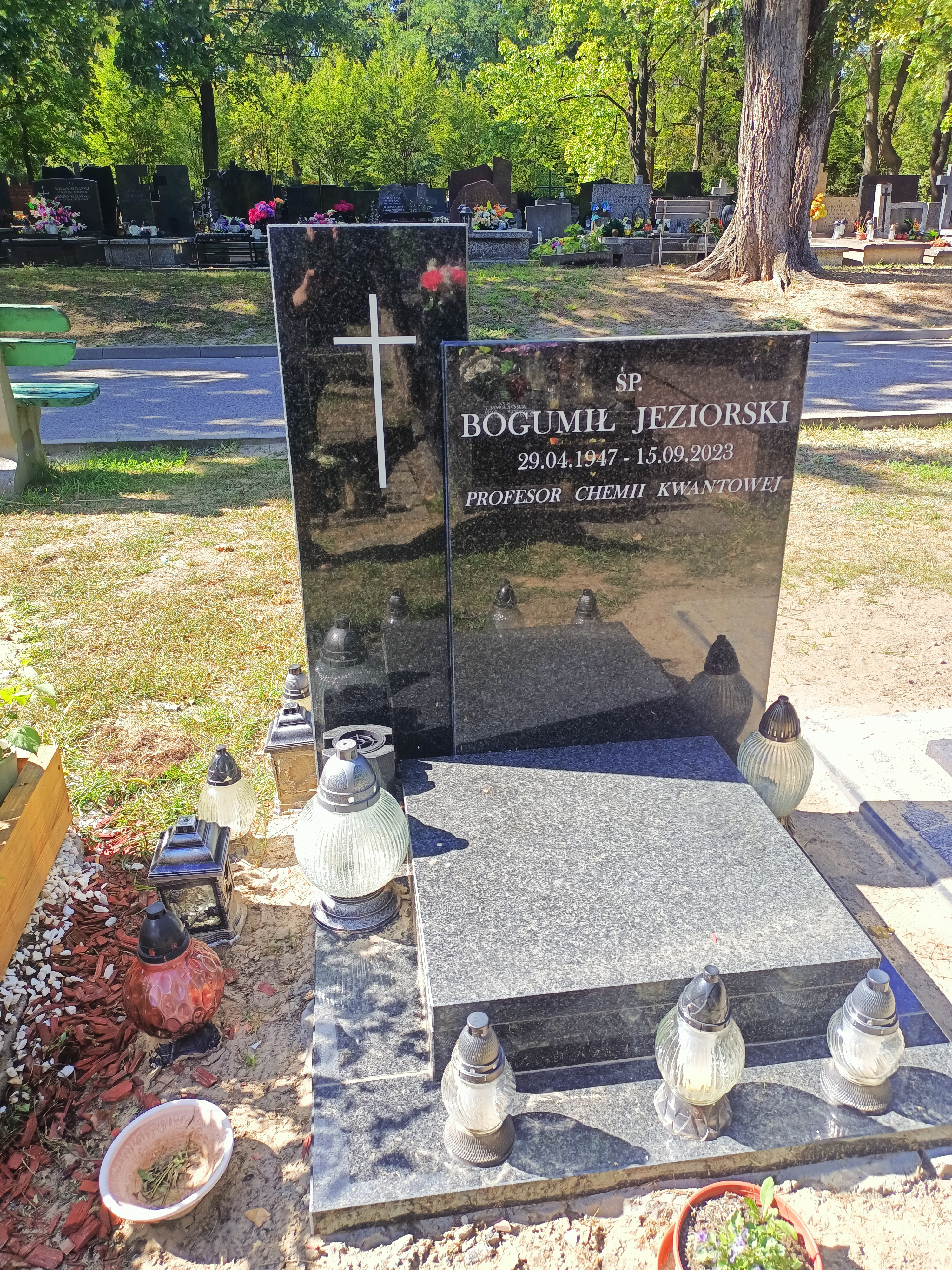
Grób Bogumiła Jeziorskiego na Cmentarzu Wojskowym na Powązkach

Bogumił Stanisław Jeziorski (ur. 29 kwietnia 1947 w Radomsku, zm. 15 września 2023) – polski chemik, zajmujący się chemią kwantową, nauczyciel akademicki Uniwersytetu Warszawskiego, członek rzeczywisty Polskiej Akademii Nauk.

## Życiorys
W 1969 ukończył studia na Wydziale Chemii Uniwersytetu Warszawskiego, następnie rozpoczął pracę na macierzystej uczelni. Pracę doktorską obronił w 1975, habilitował się w 1982, w 1991 otrzymał tytuł profesora nauk chemicznych. Od 2002 członek korespondent, od 2016 członek rzeczywisty Polskiej Akademii Nauk. Członek Komitetu Chemii PAN.
W swoich pracach zajmował się m.in. badaniem wpływu efektów relatywistycznych i efektów wynikających z elektrodynamiki kwantowej na własności molekuł. W 2000 otrzymał Nagrodę Fundacji na rzecz Nauki Polskiej otrzymał za stworzenie nowego formalizmu dokładnych kwantowych obliczeń oddziaływań międzyatomowych i międzymolekularnych. Jest także laureatem Medalu Jana Zawidzkiego (1994) i Medalu Jędrzeja Śniadeckiego (2006).
W 1998 został odznaczony Złotym Krzyżem Zasługi, w 2009 Krzyżem Kawalerskim Orderu Odrodzenia Polski.